# Osmoxylon pfeilii
Osmoxylon pfeilii là một loài thực vật có hoa trong Họ Cuồng cuồng. Loài này được (Warb.) Philipson mô tả khoa học đầu tiên năm 1976.